# Campo y Santibáñez
Campo y Santibáñez (Campu y Santibáñe en idioma leonés) es una localidad española perteneciente al municipio de Cuadros, en la provincia de León, comunidad autónoma de Castilla y León. 
Situado a la margen izquierda del río Bernesga, y es atravesado por sus afluentes el arroyo de Santibáñez y el arroyo del Valle.
Los terrenos de Campo y Santibáñez limitan con los de Cuadros, Cabanillas al norte, Fontanos de Torío, La Flecha de Torío, Garrafe de Torío y Valderilla de Torío al noreste, Riosequino de Torío, San Feliz de Torío y Villaverde de Abajo al este, Villasinta de Torío, Villaquilambre y Carbajal de la Legua al sureste, Lorenzana y Pobladura del Bernesga al sur, Ferral del Bernesga, Montejos del Camino, Villanueva de Carrizo, Cimanes del Tejar, Azadón y Secarejo al suroeste, Villarroquel, Mataluenga, Espinosa de la Ribera y Villarrodrigo de Ordás al oeste y Rioseco de Tapia, Tapia de la Ribera, Benllera y Carrocera al noroeste.
Perteneció a la antigua Hermandad de Bernesga de Arriba.

## Cultura

### Patrimonio
Patrimonio natural
Dentro del patrimonio natural destaca su colonia de cigüeñas, la más grande de toda la provincia de León. También destacan sus apreciadas fuentes, cuya agua mineral disfrutan los vecinos y múltiples leoneses que se acercan a llenar sus garrafas para el consumo casero.
Patrimonio arquitectónico
- Iglesia parroquial del siglo XVIII, con una importante cubierta de madera, y una espadaña y escalera de caracol con un trabajo de cantería espléndido. También destaca el retablo mayor que preside el altar.[2]
- Escuelas nacionales, levantadas en el año 1911, con un estilo modernista a base de canto rodado y ladrillo.[2]
- Bodegas, destaca especialmente la arquitectura singular de las bodegas excavadas bajo tierra y que forman un conjunto único en la provincia leonesa.
- El Molino, según datos se trata del molino más antiguo de la provincia de León, con más de 500 años de historia.[3] A este habría que sumarle el Molino de Restralla, también en terreno de santibañino y la Sierra, entre ambos molinos.
- Castillo de Trícoles, una construcción piramidal levantada a base de cantos rodados que se sitúa en un pequeño valle rodeado por una serie de laderas organizadas en terrazas con varios estanques. Sin duda, una obra de indudable valor etnográfico única en la provincia.[4]
- Tejera de las Eras del Valle, hoy en día desaparecida, debido a su derribo para utilizar el terreno para organizar una competición de Trial 4x4 de nivel autonómico.[5]

### Festividades y eventos
- San Juan Degollado el 29 de agosto.[6]
- Natividad de Nuestra Señora el 8 de septiembre.[7]
- Orujo Rock Fest, se celebra días diferentes cada año.[8]
- Fiesta de la Morcilla, celebrada en fechas próximas a San Froilán.
- La festividad de San Isidro Labrador ha ido perdiendo importancia durante las últimas décadas, pero aún se celebra en recuerdo al pasado labrador de los habitantes de la localidad.